# NGC 6430
NGC 6430 est une galaxie spirale située dans la constellation d'Hercule. Sa vitesse par rapport au fond diffus cosmologique est de 2 996 ± 14 km/s, ce qui correspond à une distance de Hubble de 44,2 ± 3,1 Mpc (∼144 millions d'al). NGC 6430 a été découverte par l'astronome allemand Albert Marth en 1864.
La classe de luminosité de NGC 6430 est I-II et elle présente une large raie HI.
À ce jour, une mesure non basée sur le décalage vers le rouge (redshift) donne une distance d'environ 44,500 Mpc (∼145 millions d'al). Cette valeur est à l'intérieur des valeurs de la distance de Hubble.

## Supernova
La supernova SN 2012ea a été découverte le 8 août 2012 dans le cadre du programme LOSS (Lick Observatory Supernova Search) de l'observatoire Lick. Cette supernova était de type Ia.

## Groupe de 6500
NGC 6430 fait partie du groupe de NGC 6500. Dans l'article de Garcia, NGC 6430 est désignée comme UGC 10966. Ce groupe de galaxies compte au moins six membres. Les cinq autres galaxies du groupe sont NGC 6467, NGC 6500, (NGC 6501), UGC 11037 et UGC 11044.